# Hon Airport
Hon Airport är en flygplats i Libyen. Den ligger i den centrala delen av landet, 500 km sydost om huvudstaden Tripoli. Hon Airport ligger 264 meter över havet.
Terrängen runt Hon Airport är mycket platt.  Trakten runt Hon Airport är nära nog obefolkad, med mindre än två invånare per kvadratkilometer. Närmaste större samhälle är Hūn, 2,5 km nordväst om Hon Airport. Trakten runt Hon Airport är ofruktbar med lite eller ingen växtlighet.